# Language. Sex. Violence. Other?
Language. Sex. Violence. Other? es el quinto álbum del grupo galés Stereophonics, salió a la venta el 14 de marzo de 2005. El álbum llegó a la cima de las listas del Reino Unido e Irlanda, al número 15 en Canadá y al número 25 de las listas de EE. UU.. Todos los títulos de las canciones se componen de una sola palabra. El título de la canción "Lolita" está inspirado en la pequeña hija de Kelly Jones.
El álbum hasta la fecha es el más exitoso de la banda, con ventas alrededor de los 20 millones en todo el mundo.
El primer sencillo, "Dakota", salió el 28 de febrero de 2005. Se convirtió en la canción insignia de Stereophonics en el Reino Unido, llegando al número 1 en la lista de ventas, y también en la lista de descargas, donde estuvo once semanas en el Top 10. Recibió buenas críticas y James Masterton la llamó la mejor canción del año.
El segundo sencillo fue "Superman", lanzado el 20 de junio. La canción llegó al puesto 30 de la lista de canciones. Sin embargo, el crítico James Masterton le dio una buena .
El tercer sencillo, "Devil", salió el 12 de septiembre de 2005 junto con un polémico vídeo.
El cuarto sencillo fue "Rewind" salió el 12 de diciembre de 2005.

## Lista de canciones
Todas las canciones las escribió Kelly Jones.
1. "Superman" – 5:07
2. "Doorman" – 3:49
3. "Brother" – 4:04
4. "Devil" – 4:40
5. "Dakota" – 4:57
6. "Rewind" – 4:46
7. "Pedalpusher" – 3:18
8. "Girl" – 1:59
9. "Lolita" – 3:26
10. "Deadhead" – 3:34
11. "Feel" – 3:44

LADOS B. y track escondidos 
- 01 "Long Way Round"
- 02 "Soul"
- 03 "Dapper Dan"
- 04 "Brother"
- 05 "Hammerhead"
- 06 "Ooh La La"

## Enlaces
- Sitio Oficial de Stereophonics
- Sitio Oficial del Álbum

- Datos: Q2565475